# 水上村 (新潟県)
水上村（みなかみむら）は、かつて新潟県中頸城郡にあった村。

## 沿革
- 1889年（明治22年）4月1日 - 町村制施行に伴い中頸城郡吉木村、北条村、西条村、吉木新田、上新保村、光明寺新田、川上村が合併し、水上村が発足。
- 1954年（昭和29年）11月1日 - 中頸城郡新井町、矢代村、斐太村、鳥坂村、泉村、上郷村、平丸村、和田村（一部）と合併し、市制施行して新井市となり消滅。